# O-Toluidin
o-Toluidin ist eine chemische Verbindung aus der Gruppe der aromatischen, einfach methylierten Aniline und Toluidine. Es ist isomer zu m-Toluidin und p-Toluidin.

## Gewinnung und Darstellung
Alle drei isomeren Toluidine werden aus Nitrotoluolen (aus Toluol durch Nitrierung zugänglich) durch Reduktion hergestellt. Die Reduktion kann zum einen mit Eisen, Essigsäure und Salzsäure durchgeführt werden (Béchamp-Reduktion). Heute überwiegt die katalytische Hydrierung mit Raney-Nickel. Als Lösungsmittel werden hier oft niedere, aliphatische Alkohole (Methanol, Ethanol, n-Propanol oder iso-Propanol) eingesetzt. Die Hydrierung findet in der Regel bei Drücken zwischen 3 bar und 20 bar H2-Druck (sog. Niederdruckhydrierung) oder bei 20 bis 50 bar (sog. Mitteldruckhydrierung) statt.

## Eigenschaften
o-Toluidin ist eine farblose, sich an Luft und Licht allmählich rotbraun färbende, schwer entzündliche, wenig flüchtige Flüssigkeit mit charakteristischem Geruch, die wenig löslich in Wasser ist. Sie hat eine Leitfähigkeit von 3,792 × 10−5–S/m bei 25 °C und einen pH-Wert von 7,4 bei 20 °C und einer Konzentration von 1,4 Masse-%.
Alle Toluidine sind schwache Basen, ihre (pKs-Werte) liegen in der gleichen Größenordnung wie Anilin (4,603).
Die Dampfdruckfunktionen ergeben sich nach Antoine entsprechend log10(p) = A−(B/(T+C)) (p in bar, T in K) wie folgt:
| Typ        | T in K      | A       | B        | C       |
| ---------- | ----------- | ------- | -------- | ------- |
| o-Toluidin | 391,6–473,4 | 4,19168 | 1617,232 | −87,126 |
| m-Toluidin | 394,9–476,5 | 4,19983 | 1618,386 | −90,631 |
| p-Toluidin | 315–473,5   | 4,71884 | 1961,716 | −57,0   |

## Verwendung
Die Toluidine hatten früher fast ausschließlich als Zwischenprodukte zur Herstellung von Farbstoffen und Pigmenten sehr große Bedeutung. Mittlerweile werden auch einige Herbizide auf Basis dieser Verbindungen hergestellt. o- und p-Toluidin sind wichtige Ausgangsstoffe zur Herstellung von Chlortoluidinen und nitrierten Toluidinen. Diese dienen, neben den Toluidinsulfonsäuren, zur Herstellung von Pharmazeutika, Farbstoffen und Pigmenten.
Über eine Diazotierung (und anschließende „Verkochung“) können aus den Toluidinen die Kresole erhalten werden.
o-Toluidin ist Ausgangsstoff zur Herstellung der Kupplungskomponente Naphthol AS-D. Wichtige Azofarbstoffe auf Basis von o-Toluidin sind Acid Red 24 (C.I. 16140), Solvent Red 26 (C.I. 26120) und Solvent Yellow 3 (C.I. 11160). Es hat auch als Vorprodukt für die Herbizide Phenmedipham und Chlordimeform Bedeutung.
| Chemische Struktur | Name                                | Verwendung |
| ------------------ | ----------------------------------- | --- |
|                    | 6-Chlor-2-methylanilin              | für Pharmazeutika |
|                    | 3-Chlor-2-methylanilin              | als Diazo-Komponente für Naphthol-AS-Entwicklungsfarbstoffe, Ausgangsstoff für 2,6-Dichlortoluol                                              |
|                    | 4-Chlor-2-methylanilin              | Diazo-Komponente für Naphthol-AS-Entwicklungsfarbstoffe, Vorprodukt für Indigo- und Thioindigofarbstoffe, Ausgangsstoff für 2,5-Dichlortoluol |
|                    | 5-Chlor-2-methylanilin              | Diazo-Komponente für Naphthol-AS-Entwicklungsfarbstoffe                                                                                       |
|                    | 2-Aminotoluol-4-sulfonsäure         | als Diazo-Komponente für Azofarbstoffe |
|                    | 2-(Ethylamino)-toluol-4-sulfonsäure | zur Herstellung von Farbstoffen |
|                    | 2-Aminotoluol-5-sulfonsäure         | als Diazo-Komponente für Azofarbstoffe |
|                    | 2-Amino-3-chlortoluol-5-sulfonsäure | Zwischenprodukt zur Herstellung von Pyrazolonfarbstoffen, z. B. Acid Yellow 18, C.I. 19020                                                    |
|                    | 2-Amino-6-chlortoluol-3-sulfonsäure | Zwischenprodukt für Azofarbstoffe |
|                    | 2-Amino-6-chlortoluol-4-sulfonsäure | Zwischenprodukt für Azofarbstoffe, z. B. Acid Brown 105, C.I. 13530                                                                           |

## Sicherheitshinweise
Die Dämpfe von o-Toluidin können mit Luft ein explosionsfähiges Gemisch (Flammpunkt 85 °C, Zündtemperatur 480 °C) bilden. Sie greift verschiedene Kunststoffe an. Es darf nach reduktiver Spaltung von Azogruppen nicht von Textilien oder Ledererzeugnissen, die längere Zeit mit der menschlichen Haut direkt in Berührung kommen, freigesetzt werden (Anlage 1 der Bedarfsgegenständeverordnung).